# Dia Internacional da Argânia
O Dia Internacional da Argânia é uma data comemorada anualmente em 10 de maio desde 2021, instituída no mesmo ano pela Assembleia Geral das Nações Unidas.

## Proclamação
Em 3 de março de 2021, a Assembleia Geral das Nações Unidas proclamou o Dia Internacional da Argânia. A iniciativa, apresentada pelo Marrocos e copatrocinada por 113 Estados-membros, foi adotada por consenso para reconhecer a importância da argânia no desenvolvimento sustentável e na conservação do patrimônio cultural e natural.

## Celebração
Esse dia é celebrado todo dia 10 de maio, uma data designada pela Assembleia Geral das Nações Unidas e escolhida para destacar a importância da árvore de argão com a intenção de promover o desenvolvimento sustentável e destacar seu papel no patrimônio cultural e natural do Marrocos. A primeira vez que esse dia foi celebrado foi em 10 de maio de 2021 e, desde então, serve como um momento para aumentar a conscientização sobre os múltiplos benefícios e usos da árvore de argão, bem como para incentivar iniciativas para proteger seu habitat natural na Reserva Arganeraie, destacada pela Organização das Nações Unidas para a Educação, a Ciência e a Cultura (UNESCO).